# Anila Wilms
Anila Wilms, född 1971 i Tirana i Albanien, är en albansk författare som bor i Tyskland. 
Wilms föddes i Tirana och växte upp i den albanska hamnen i Durrës. Hon kommer från en rik och politiskt inflytelserik familj. Från 1989 till 1993 studerade hon historia och filologi vid universitetet i Tirana.  
Hon flyttade till Berlin 1994 och har bott där sedan dess och jobbat som författare och publicist. I augusti 2012 publicerade hon sin första roman på tyska Das albanische Öl oder Mord auf der Straße des Nordens, baserad på historisk forskning. Romanen utspelar sig på 1920-talet och beskrivs som "en exotisk, burlesk episod från den unga albanska nationens historia i form av en politisk thriller".  Hon skrev först boken på albanska och gav ut den i Tirana 2007. 2013 tilldelades hon Adelbert von Chamisso-priset för sitt skrivande.